# Eupithecia clavifera
Eupithecia clavifera là một loài bướm đêm trong họ Geometridae.